# Пекарська
Пека́рська (рос. Пекарская, башк. Пекарский) — присілок у складі Благовіщенського району Башкортостану, Росія. Входить до складу Ільїно-Полянської сільської ради.
Населення — 9 осіб (2010; 27 в 2002).
Національний склад:
- росіяни — 67 %

До 2007 року присілок називався 1-а Александровка, у радянські часи Александровка 1-а.